# Großsteingrab Lähden I
Großsteingrab Lähden I (ook wel Lähden Nord genoemd) is een ganggraf uit het neolithicum en wordt aangeduid met Sprockhoff-Nr. 866. Het megalithisch bouwwerk werd gebouwd tussen 3500 en 2800 v.Chr. en wordt toegeschreven aan de Trechterbekercultuur. Het bouwwerk is onderdeel van de Straße der Megalithkultur.
In de nabijheid van het ganggraf ligt het Großsteingrab im großen Sande (Sprockhoff-Nr. 867).

## Kenmerken
Het ganggraf ligt ongeveer 2,8 kilometer ten noorden van Lähden aan de Landstraße van Waldhöfe-Ost naar Lähden, in de Samtgemeinde Herzlake in het Landkreis Emsland in Nedersaksen.
De kamer is 21,5 meter lang en 1,8 meter breed en is daarmee een van de langste ganggraven uit de regio. Het is relatief goed behouden gebleven. De resten van de voor de helft weggevoerde (en in het algemeen verstoorde) kransstenen duiden op een zeldzame concentrische dubbel ovalen krans van 25 meter lang en 7 meter breed. Het bouwwerk is een Emsländische Kammer, maar is noordoost-zuidwest georiënteerd. De resten van de dekheuvel zijn nog te herkennen. Oorspronkelijk bevatte het bouwwerk 15 dekstenen.

## Literatuur

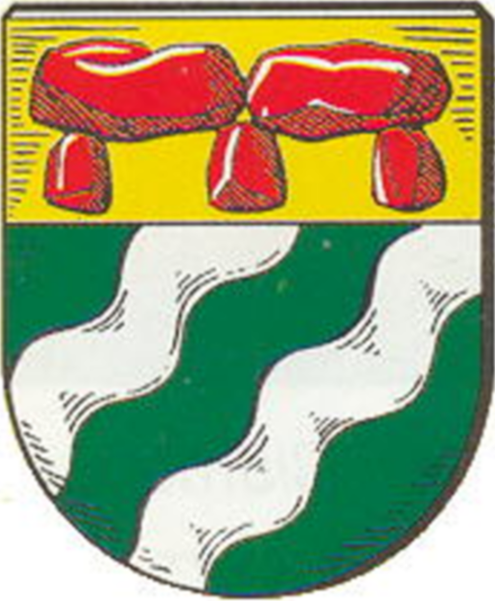
Het wapen van Lähden